# U-607
| U-607                      | U-607                                                          | U-607                                                          |
| -------------------------- | -------------------------------------------------------------- | -------------------------------------------------------------- |
|                            |                                                                |                                                                |
|                            |                                                                |                                                                |
|                            |                                                                |                                                                |
| Під прапором               | Третій рейх                                                    | Третій рейх                                                    |
| Спуск на воду              | 11 грудня 1941 року                                            | 11 грудня 1941 року                                            |
| Виведений зі складу флоту  | 13 липня 1943 року                                             | 13 липня 1943 року                                             |
| Сучасний статус            | затоплений                                                     | затоплений                                                     |
| Проєкт                     |                                                                |                                                                |
| Тип ПЧ                     | Торпедний ДПЧ                                                  | Торпедний ДПЧ                                                  |
| Основні характеристики     |                                                                |                                                                |
| Швидкість (надводна)       | 17,7 вузлів                                                    | 17,7 вузлів                                                    |
| Швидкість (підводна)       | 7,6 вузлів                                                     | 7,6 вузлів                                                     |
| Робоча глибина занурення   | 100 м                                                          | 100 м                                                          |
| Гранична глибина занурення | 220 м                                                          | 220 м                                                          |
| Екіпаж                     | 44 осіб                                                        | 44 осіб                                                        |
| Розміри                    |                                                                |                                                                |
| Довжина найбільша (по КВЛ) | 67,1 м                                                         | 67,1 м                                                         |
| Ширина корпусу найб.       | 6,2 м                                                          | 6,2 м                                                          |
| Висота                     | 9,6 м                                                          | 9,6 м                                                          |
| Середня осадка (по КВЛ)    | 4,70 м                                                         | 4,70 м                                                         |
| Водотоннажність надводна   | 769 т                                                          | 769 т                                                          |
| Озброєння                  |                                                                |                                                                |
| Артилерія                  | одна палубна гармата калібру 88-мм, одна 20-мм зенітна гармата | одна палубна гармата калібру 88-мм, одна 20-мм зенітна гармата |
| Торпедно- мінне озброєння  | 4 носових і один кормовий ТА. 14 торпед або 26 мін             | 4 носових і один кормовий ТА. 14 торпед або 26 мін             |

U-607 — німецький підводний човен типу VIIC, часів Другої світової війни.
Замовлення на будівництво човна було віддане 22 травня 1940 року. Човен був закладений на верфі суднобудівної компанії «Blohm + Voss» у Гамбурзі 27 березня 1941 року під будівельним номером 583, спущений на воду 11 грудня 1941 року, 29 січня 1942 року увійшов до складу 5-ї флотилії. Також за час служби перебував у складі 7-ї флотилії.
Човен зробив 5 бойових походів, в яких потопив 4 (загальна водотоннажність 28 937 брт) та пошкодив 2 (загальна водотоннажність 15 201 брт) судна.
13 липня 1943 року потоплений в Біскайській затоці північно-західніше мису Ортегаль (45°02′ пн. ш. 09°14′ зх. д. / 45.033° пн. ш. 9.233° зх. д.) глибинними бомбами британського летючого човна «Сандерленд». 45 членів екіпажу загинули, 7 врятовані.

## Командири
- Капітан-лейтенант Ернст Менгерзен (29 січня 1942 — 18 квітня 1943)
- Оберлейтенант-цур-зее Вольф Єшоннек (18 квітня — 13 липня 1943)

## Потоплені та пошкоджені кораблі[3]
| Назва           | Тип           | Належність      | Дата           | Тоннаж (БРТ) | Вантаж               | Статус     | Місце                                                       |
| Empire Rainbow  | торгове судно | Велика Британія | 26 липня 1942  | 6 942        | Баласт               | пошкоджено | 47°08′ пн. ш. 42°57′ зх. д. / 47.133° пн. ш. 42.950° зх. д. |
| Belgian Soldier | торгове судно | Бельгія         | 4 серпня 1942  | 7 167        |                      | потоплено  | 45°52′ пн. ш. 47°13′ зх. д. / 45.867° пн. ш. 47.217° зх. д. |
| Nellie          | торгове судно | Греція          | 14 жовтня 1942 | 4 826        | Ліс та 1 783 т сталі | потоплено  | 53°41′ пн. ш. 41°23′ зх. д. / 53.683° пн. ш. 41.383° зх. д. |
| Kollbjǿrg       | танкер        | Норвегія        | 26 січня 1943  | 8 259        | Мастило              | пошкоджено | 58°20′ пн. ш. 39°30′ зх. д. / 58.333° пн. ш. 39.500° зх. д. |
| Atlantic Sun    | танкер        | США             | 15 лютого 1943 | 11 355       | Водяний баласт       | потоплено  | 51°00′ пн. ш. 41°00′ зх. д. / 51.000° пн. ш. 41.000° зх. д. |
| Irish Oak       | торгове судно | Ірландія        | 15 травня 1943 | 5 589        | 8 000 т фосфатів     | потоплено  | 47°51′ пн. ш. 25°53′ зх. д. / 47.850° пн. ш. 25.883° зх. д. |